# Elezioni presidenziali in Iran del 1989
Le elezioni presidenziali in Iran del 1989 si sono tenute il 28 luglio. Esse hanno visto la vittoria di Ali Akbar Hashemi Rafsanjani dell'Associazione dei Chierici Militanti, che ha sconfitto l'Indipendente Abbas Sheibani.

## Risultati
| Ali Akbar Hashemi Rafsanjani | Associazione dei Chierici Militanti | 15 537 394 | 96,09 |  |  |  |  |  |
| Abbas Sheibani               | Indipendente                        | 632 583    | 3,91  |  |  |  |  |  |
| Totale                       | Totale                              | 16 169 977 | 100   |  |  |  |  |  |
|                              |                                     |            |       |  |  |  |  |  |
| Voti non validi              | Voti non validi                     | 269 270    | 1,64  |  |  |  |  |  |
| Votanti                      | Votanti                             | 16 439 247 |       |  |  |  |  |  |